# Prignitz

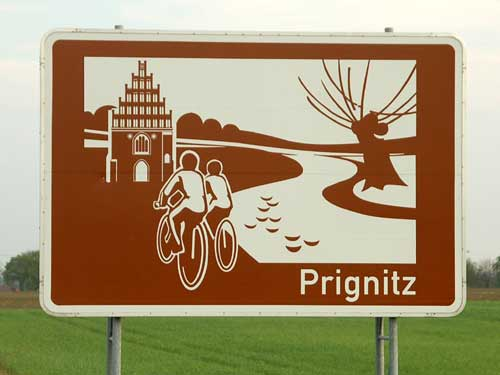
Tablica informacyjna

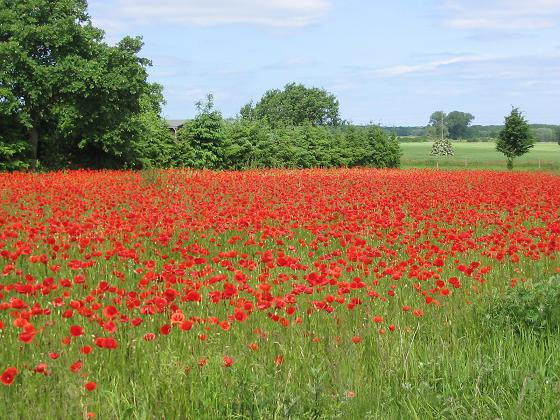
Krajobraz Prignitz koło Kuhbier

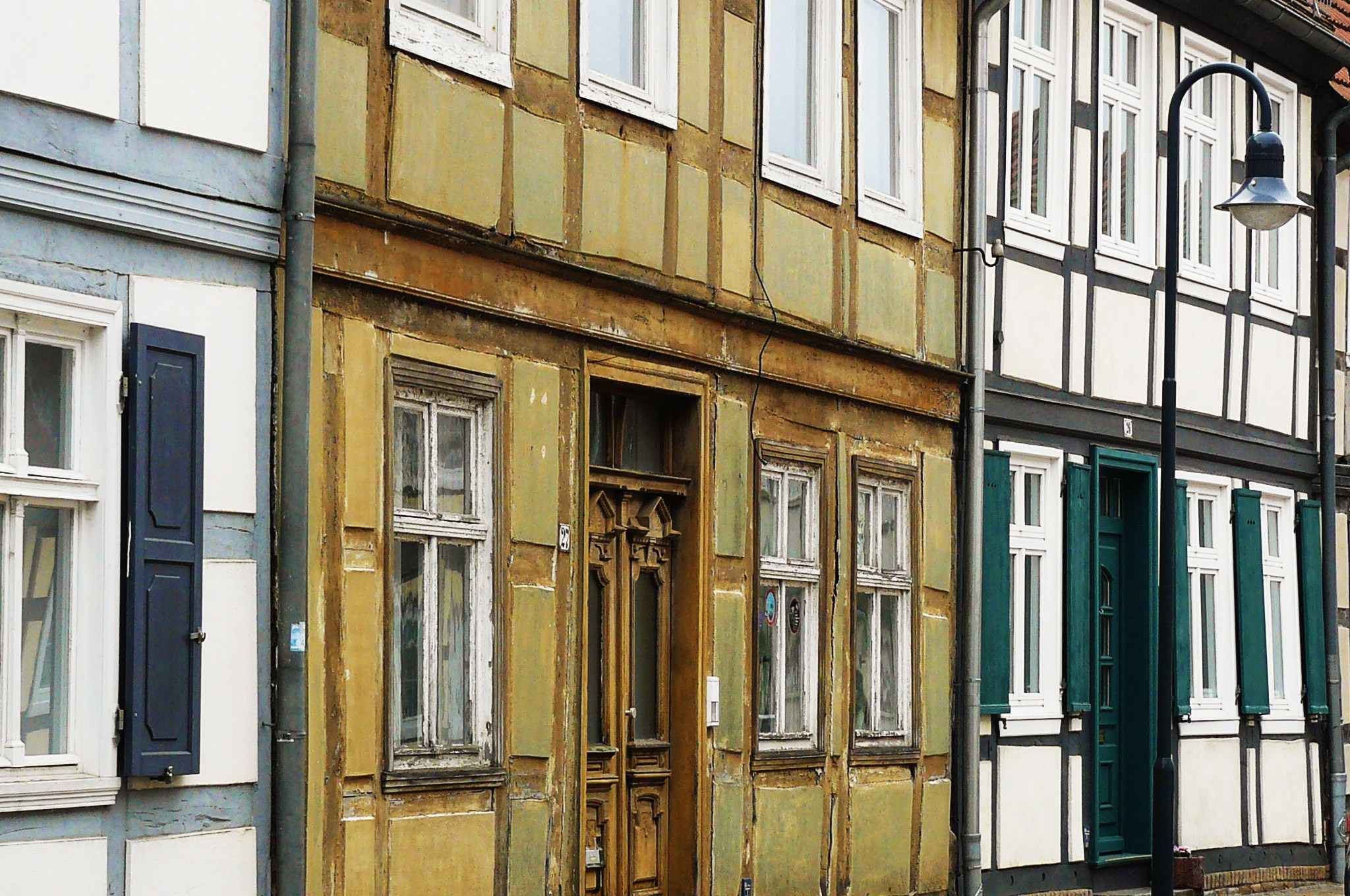
Architektura szachulcowa w Pritzwalk

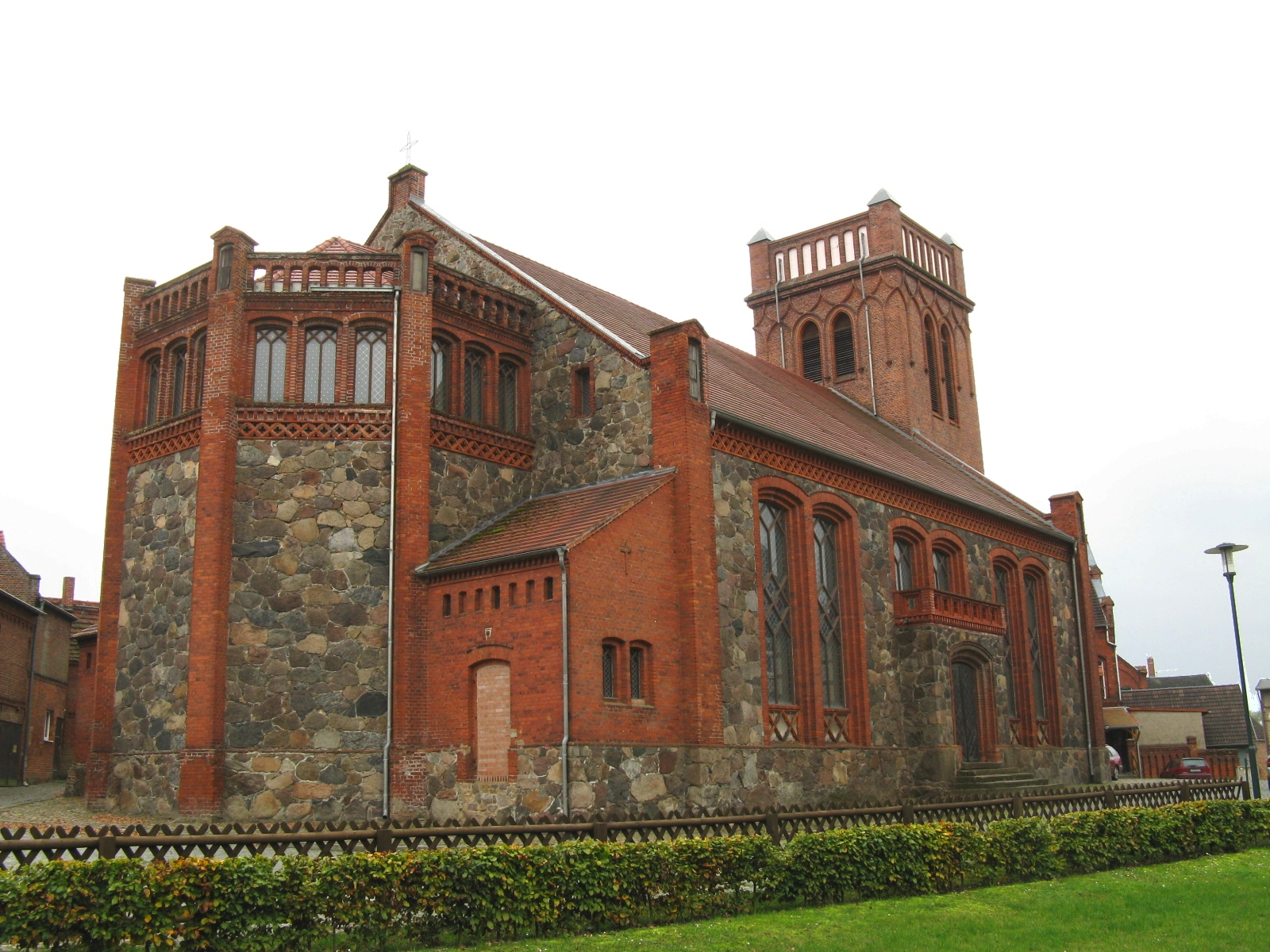
Kościół św. Mikołaja w Putlitz

Prignitz (hist. Priegnitz) – kraina historyczna w północno-zachodniej części Brandenburgii, w dużym stopniu tożsama terytorialnie z obecnym powiatem Prignitz.

## Historia
Do czasów średniowiecznych tereny te zamieszkiwali Glinianie. W 929 przegrali oni bitwę pod Lenzen z Sasami, a w XII wieku zostali ostatecznie podbici przez Albrechta Niedźwiedzia. Tereny zostały zasiedlone przez osadników z Dolnej Saksonii, Starej Marchii oraz z Niderlandów. Nastąpiła całkowita chrystianizacja. Miasta Pritzwalk i Perleberg przystąpiły się do Hanzy. Szybki rozwój tych terenów przerwała wojna trzydziestoletnia i dżuma z 1638. Po długim czasie zastoju ponowna fala rozwojowa zaczęła się w drugiej połowie XIX wieku (industrializacja i budowa gęstej sieci kolejowej).

## Krajobraz i przyroda
Krajobraz Prignitz (wyrzeźbiony przez lodowiec) to tereny płaskie, poprzecinane licznymi rzekami (Stepenitz, Dosse, Löcknitz i Karthane), z dużą ilością lasów i jezior. Niska jest gęstość zaludnienia (Prignitz jest najrzadziej zasiedlonym regionem w Brandenburgii), nie występują większe miasta. Liczne aleje kasztanowe, dębowe i brzozowe, drogi wyłożone kostką brukową łączą ze sobą miejscowości leżące z dala od ważniejszych i bardziej obciążonych szos. Część obszarów Prignitz objęte jest rezerwatem biosfery Krajobraz rzeczny Łaby. Ponadto istnieją tu liczne rezerwaty przyrody. Obficie występują żurawie i bociany (te drugie stały się nieformalnym symbolem regionu).

## Kultura, zabytki i turystyka
Dobrze zachowały się starówki miast na terenie regionu, jak również wsie owalnicowe. Liczne są przykłady ceglanego gotyku północnoniemieckiego oraz architektury szachulcowej. Region popularny jest wśród turystów: liczne są szlaki piesze i rowerowe (np. Elbe-Müritz Rundweg, Gänse-Tour, Die Bischofs-Tour), organizowane są spływy kajakowe, popularne jest jeździectwo, wędkarstwo i zbieranie grzybów. Regionalnym specjałem kulinarnym jest Kniperkohl - danie mięsne podane ze specyficznym rodzajem kapusty.
Do najważniejszych zabytków należą:
- zamki lub pałace w Demerthin, Groß Pankow, Lenzen, Plattenburgu, Putlitz, Wittstock,
- kościoły w Helle, Meyenburgu, Perlebergu, Pritzwalk, Putlitz, Wittenberge, Wittstock,
- ratusze w Bad Wilsnack, Lenzen, Perlebergu, Pritzwalk, Putlitz,
- klasztor Stift w Heiligengrabe,
- dom narodzin Friedricha Ludwiga Jahna w Lanz,
- Muzeum Kolei Wąskotorowej w Lindenbergu,
- grób huński w Mellen,
- ogród zoologiczny w Perlebergu,
- wieża Bismarcka w Pritzwalk,
- Rühstädt – wieś o największym skupisku bocianów w Niemczech,
- uzdrowiska w Bad Wilsnack i Elbtalaue.